# Хазарский миф (происхождение казаков)
Хазарский миф — концепция, которая была распространена среди части казацкой старшины Войска Запорожского в конце XVII и на протяжении XVIII века, согласно которой казаки ведут своё происхождение от древних хазар.
«Так и народ боевой старинный казацкий, который раньше
 назывался казарским, сперва был поднят бессмертной славой,
 просторными владениями и рыцарскими почестями,
 которыми не только окружающим народам, но и самому
Восточному государству был страшен на море и на земле, и то
 так далеко, что цезарь восточный, желая его себе
 пожизненно примирить, соединял супружеским союзом
 сыну своему каганову дочь, т. е., князя казарского.»

## История распространения
Первые упоминания о хазарском происхождения казаков можно отнести к публикации в 1608 году труда Яна Гербурта «Victoriae Kozakorum Nisoviorum de Tartaris Tauricanis in anno 1608 narratio Herburthi». В данном произведении автор, кроме прочего, также высказался по поводу вопроса происхождения казаков. Их он считал потомками хазар-«казаров», которых принимал за одно из славянских племён.
Становление хазарского мифа происходило в рамках сарматизма, который заявлял о происхождении шляхты от древних сарматов и этим обосновывал её вольности. Именно традиционной сарматской идентичности придерживались малороссийские интеллектуалы мазепинского периода: «Муза Роксоланская» и «Голос Сарматии» Орновского, «Hippomenes Sarmacki» Орлика итд. Первое упоминание хазарского мифа в малороссийских трудах можно отнести к 1676 году, в сочинении «Скарбница Потребная» Иоаникия Галятовского.
Хазарский миф был популярен среди антироссийски настроенной части старшины и казацких интеллектуалов, особенно в окружении гетмана Ивана Мазепы. Он нашёл своё отражение в так называемой «конституции Орлика», генерального писаря Ивана Мазепы и его преемника в изгнании. Вслед за Орликом версию о происхождении казаков от хазар излагал прилуцкий полковник Григорий Грабянка, а также военный канцелярист Самуил Величко.
Несмотря на то, что после поражения шведов и мазепинцев под Полтавой единственной официально возможной формой политической идеологии в казацкой автономии стала малороссийская идентичность, хазарский миф продолжал существовать как определенная альтернатива, и оказывал серьёзное влияние на политическое мышление и исторические представления казацкой элиты, фигурируя в том числе в «Разговоре Великороссии с Малороссией» Семёна Дивовича (1762). В условиях Российской империи он не смог стать основой для формирования идеи политической нации, в корне отличной от российской. Однако он использовался как напоминание об отличиях между великороссами и малороссами, а также об особом положении казаков среди малороссов. «Казацко-малороссийский народ» выступает как одно из главных «действующих лиц» в «Кратком описании о казацком малороссийском народе и его военных делах» бунчукового товарища Петра Симоновского (1765).

## Характеристика и предназначение
Согласно хазарской концепции, хазары были славянским народом, который принял православие из Константинополя ещё во времена правления хазарских каганов. Позже он стал называться «народом казацким». Происхождению от «древних казар» в представлении казацкой старшины отводилась роль фундамента для обоснования казацких вольностей.
По словам Татьяны Таировой-Яковлевой, хазарская концепция преследует вполне прозрачную цель — не оставить даже никакого намёка об общем происхождении русских и украинцев и легитимизировать самостоятельную государственность. Хазарский миф стремился отодвинуть на второй план подчёркиваемое киевским духовенством общее происхождение Малой и Великой Руси, а также крещение Руси князем Владимиром из династии Рюриковичей (сыном разгромившего Хазарию Святослава). Идеология происхождения от хазар секуляризировала генеалогию казачества и разрывала религиозные связи между гетманской автономией и Москвой. По хазарской терминологии Малороссия воспринималась как нечто отдельное от Российского государства, а древние казаки назывались хазарами, которые не имели этнического, политического, культурного и религиозного сходства с Русским государством.
В то же время Борис Флоря указывает на то, что в летописи Григория Грабянки ранняя история хазар-казаков не пересекается и с судьбами жителей Южной Руси. Какая-то связь возникла, лишь когда хазары-казаки и жители Южной Руси (Малороссии) оказались под властью польских королей. Однако в их положении было важное различие. Население Малороссии подчинилось «работному ярму» поляков и вынуждено было терпеть социальный гнёт и религиозные преследования. В отличие от него казаки защитили свою свободу и заставили польскую власть признать право сообщества воинов на самоуправление и обладание своей территорией. Когда поляки нарушили эти права, казаки подняли восстание и освободили от польской власти и себя, и население Малороссии. Из этого следовало, что население Малороссии было обязано своим освобождением древнему содружеству воинов. Оно должно было испытывать благодарность к своим освободителям, подчиняться их руководству и уважать их особый статус, который они завоевали уже в древние времена.